# Даурска чавка
Даурска чавка (Corvus dauuricus) е вид птица от семейство Вранови (Corvidae). Видът е незастрашен от изчезване.

## Разпространение
Разпространен е в Китай, Япония, Северна Корея, Република Корея, Монголия, Русия и Тайван.